# アントニオ・ヤニグロ

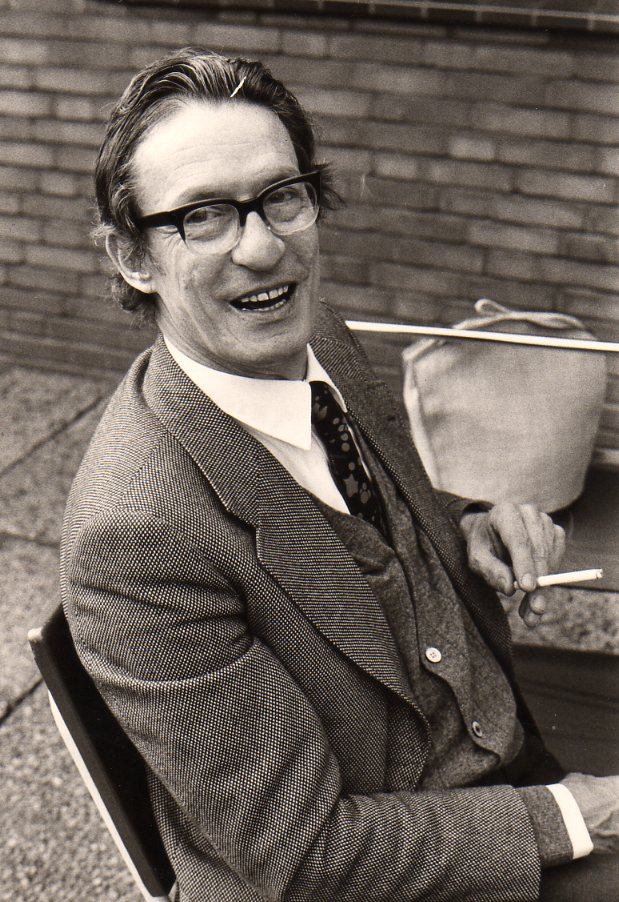
アントニオ・ヤニグロ

アントニオ・ヤニグロ（ヤニーグロ、Antonio Janigro, 1918年1月21日-1989年5月1日) はイタリアのミラノ生まれの、チェリスト、指揮者、教育者。

## ミラノ時代
アントニオ・ヤニグロの父はピアニストを目指していたが、戦争で腕を撃たれキャリアを断念していた。アントニオ・ヤニグロは6歳でピアノ、8歳でジョバンニ・ベルティ（Giovanni Berti）からチェロを習う。ヤニグロはすぐさまこの楽器の虜になり、数年後にはミラノ音楽院に入学が認められ、ジルベルト・クレパック（Gilberto Crepax）に師事した。
ヤニグロが11歳の時、母ニコラの努力で、巨匠パブロ・カザルスのレッスンを受ける。カザルスはパリのエコールノルマル音楽院でカザルスのクラスのアシスタントをしていたアレクサニアン（e:Diran Alexanian）に、「ヤニグロ少年は細やかな情感を持った、輝かしい器楽奏者・・・」との推薦状を書いた。

## パリ留学時代
ヤニグロは16歳までミラノに留まり、1934年からパリのエコールノルマルに留学して、カザルスとアレクサニアンに師事する。パリではポール・デュカス、イーゴリ・ストラヴィンスキー、ジャック・ティボー、アルフレッド・コルトーといった才能と交わる。またディヌ・リパッティは親友であった。
1937年エコール・ノルマルを卒業。ディヌ・リパッティやパウル・バドゥラ＝スコダと共に、ソロ活動を始める。当時、しばしばミラノ〜パリ間の夜行列車を利用していたが、空の客室を見つけては練習していた。あるとき客室のドアが開くと、一人の紳士が入ってきて、それがきっかけでフランスでのリサイタルになったこともあった。

## ザグレブ時代
ザグレブ（クロアチア）はヤニグロにとって第二の故郷とも言える。第二次世界大戦中、ヤニグロはユーゴスラヴィアのザグレブ音楽アカデミーのチェロと室内楽の教授としてザグレブに留まった。ヤニグロはユーゴスラヴィアのチェロ界の近代化につとめるとともに、ザグレブ放送交響楽団を指揮、また1953年にザグレブ室内合奏団（I Solisti di Zagreb）を設立、自ら指揮をした。ザグレブ室内合奏団は世界的な室内合奏団としての地位を確立して、数々の演奏会と録音を残している。
ヤニグロは晩年を思い出の地ザグレブで過ごした。当地ではヤニグロの没後、その功績を讃え「アントニオ・ヤニグロ・国際チェロコンクール」が開催されている。

## コンクール
アントニオ・ヤニグロは、1946年の第8回ジュネーブ国際音楽コンクールのチェロ部門を受けた。圧倒的な実力だったが、結果は第2位入賞。この時の第1位は、フランス人のレイモンド・ヴェランド（Raymonde Verrando）。戦後間もない時期で、敗戦国だったイタリア人を押す審査員はいなかった。後にヴェランドはヤニグロのリサイタルを訪れ、ヤニグロが第1位を得るべきだったと語ったという。コンクールの裏を知ったヤニグロは、その後コンクールを受けることはなかった。また、すでにコンクールの必要がないほどの実力を備えていた。

## 世界最高のチェロ奏者
1950年代から1960年代にかけて、アントニオ・ヤニグロは、世界最高のチェリストの一人だった。有名な録音としては、フリッツ・ライナー指揮のシカゴ交響楽団による、リヒャルト・シュトラウス作曲の交響詩「ドン・キホーテ」（1959年）、あるいはエーリヒ・クライバー指揮のケルン放送交響楽団による、ドヴォルザーク作曲のチェロ協奏曲（1955年）などが、今日CDで聞く事が出来る。また、パウル・バドゥラ＝スコダ、J.フルニエと三重奏団を結成。ヤニグロの演奏旅行は、ヨーロッパだけにとどまらず、遥か南アメリカや日本にまで及んだ。

## 指揮者ヤニグロ
ヤニグロの指揮活動の中心は弦楽合奏である。ザグレブ室内合奏団にはじまり、ミラノ・アンジェリクム管弦楽団、ザールブリュッケン室内放送管弦楽団、カメラータ・アカデミカ・ザルツブルクなどの指揮者をつとめた。

## 教育者ヤニグロ
1970年代に入ると、ヤニグロの手に神経症の症状が現れる。最高のパフォーマンスが出来ないプレッシャーからか、ヤニグロはアルコールにおぼれ、それがまた演奏の妨げになっていった。この時期、活動の中心は次第に、チェロ奏者から指揮者、指揮者から教育者へと転換していった。
教育者ヤニグロは、デュセルドルフのシューマン音楽院（e/d:Robert Schumann Hochschule Düsseldorf）、シュトゥットガルト音楽演劇大学、ザルツブルクのモーツァルテウム音楽大学（Universität Mozarteum Salzburg）をはじめ、ポルトガル、英国、カナダ、イタリアのトリノなどで世界中から集まった優れた弟子を育てている。アントニオ・メネセスは、1977年ミュンヘン国際音楽コンクール、1982年第7回チャイコフスキー国際コンクールで優勝を果たす。マリオ・ブルネロは、1986年第8回チャイコフスキー国際コンクールで優勝。